# Condicions de Karush-Kuhn-Tucker
En programació no lineal les condicions de Karush-Kuhn-Tucker (també anomenades condicions de KKT, o condicions Kuhn-Tucker) són condicions que ha de complir un punt que sigui solució d'un problema de la forma: 
{\displaystyle \min \ f(x)}
{\displaystyle g_{i}(x)\leq 0} on {\displaystyle i\in \{1,...,m\}}
{\displaystyle h_{j}(x)=0} on {\displaystyle j\in \{1,...,l\}}
On, si definim {\displaystyle g(x)=(g_{1}(x),...,g_{m}(x))} i {\displaystyle h(x)=(h_{1}(x),...,h_{l}(x))}:
{\displaystyle f:\ \mathbb {R} ^{n}\rightarrow \mathbb {R} }
{\displaystyle g:\ \mathbb {R} ^{n}\rightarrow \mathbb {R} ^{m}}
{\displaystyle h:\ \mathbb {R} ^{n}\rightarrow \mathbb {R} ^{l}}

Diagrama de limitació de desigualtat per problemes d'optimització

Es tracta d'una generalització del Mètode dels multiplicadors de Lagrange.

## Condicions necessàries de 1r ordre
Es tracta d'aplicar les condicions necessàries de 1r ordre per tal que un punt sigui mínim d'una funció de classe {\displaystyle C^{1}} a la funció Lagrangiana:
{\displaystyle L:\ \mathbb {R} ^{n+m+l}\longrightarrow \mathbb {R} }
{\displaystyle \ (x,\lambda ,\mu )\mapsto f(x)+\lambda ^{T}\cdot g(x)+\mu ^{T}\cdot h(x)}
Però per tal que els mínims d'aquesta funció coincideixin amb els de {\displaystyle f(x)} cal que imposem un parell de condicions més (que "penalitzen" els punts on no es compleixen les restriccions). Les condicions necessàries de KKT de primer ordre ens diuen que:
Si {\displaystyle x^{*}} és mínim relatiu de {\displaystyle f(x)} on {\displaystyle f\in C^{1}}, aleshores existeixen {\displaystyle \lambda \in \mathbb {R} ^{m}} i {\displaystyle \mu \in \mathbb {R} ^{l}} tals que:
1-
{\displaystyle \nabla f(x^{*})+\lambda ^{*^{T}}\cdot \nabla g(x^{*})+\mu ^{*^{T}}\cdot \nabla h(x^{*})=0}
2-
{\displaystyle \lambda _{i}\cdot g_{i}(x^{*})=0}
3-
{\displaystyle \lambda _{i}\geq 0}

## Problema general d'optimització
Considerem el següent problema general:
{\displaystyle \min \;f(x)}
{\displaystyle {\text{subjecte a }}\ }
{\displaystyle \ g_{i}(x)\leq 0\ }, {\displaystyle \ i=1,\ldots ,m}
{\displaystyle \ h_{j}(x)=0\ }, {\displaystyle \ j=1,\ldots ,l}
on {\displaystyle f(x)} és la funció objectiu a minimitzar, {\displaystyle g_{i}(x)} són les restriccions de desigualtat i {\displaystyle h_{j}(x)} són les restriccions d'igualtat, amb {\displaystyle m} i {\displaystyle l} el nombre de restriccions de desigualtat i igualtat, respectivament.
Les condicions necessàries per a problemes amb restriccions de desigualtat van ser publicades per primera vegada en la tesi de màster de W. Karush, encara que van ser renombradas després d'un article en una conferència de Harold W. Kuhn i Albert W. Tucker.

## Condicions suficients
Si {\displaystyle f} és una funció convexa definida en un domini convex, aleshores les condicions de KKT són suficients.
Sigui {\displaystyle f:\mathbb {R} ^{n}\rightarrow \mathbb {R} } la funció objectiu i les funcions de restricció {\displaystyle g_{i}:\mathbb {R} ^{n}\rightarrow \mathbb {R} } siguin funcions convexes i {\displaystyle h_{j}:\mathbb {R} ^{n}\rightarrow \mathbb {R} } siguin les funcions d'afinitat, i sigui un punt {\displaystyle x^{*}}. Si existeixen constants {\displaystyle \mu _{i}\geq 0\ (i=1,\ldots ,m)} i {\displaystyle \nu _{j}\ (j=1,\ldots ,l)} tals que
{\displaystyle \nabla f(x^{*})+\sum _{i=1}^{m}\mu _{i}\nabla g_{i}(x^{*})+\sum _{j=1}^{l}\nu _{j}\nabla h_{j}(x^{*})=0}
{\displaystyle \mu _{i}g_{i}(x^{*})=0\;{\mbox{per tot}}\;i=1,\ldots ,m,}
Aleshores el punt {\displaystyle x^{*}} és un mínim global.